# Eimeria glossogobii
Eimeria glossogobii is een soort in de taxonomische indeling van de Myzozoa, een stam van microscopische parasitaire dieren. Het organisme komt uit het geslacht Eimeria en behoort tot de familie Eimeriidae. Eimeria glossogobii werd in 1980 ontdekt door Mukherjee & Haldar.